# Ken Jones
Ken Jones, celým jménem Kenneth Henry Jones, (18. května 1930 – 2. srpna 2015) byl velšský buddhistický aktivista, pedagog, filozof a básník. Byl zakladatelem organizace UK Network of Engaged Buddhists a dále pak členem mezinárodního poradního sboru organizace Buddhist Peace Fellowship. Byl autorem několika buddhistických studií, například The New Social Face of Buddhism a Everyday Buddhism. Ke konci života žil se svou irskou manželkou Noragh ve Walesu. Za svou básnickou tvorbu získal několik ocenění. Zemřel roku 2015 na následky rakoviny prostaty.